# Oxyphlaeobella kongtumensis
Oxyphlaeobella kongtumensis är en insektsart som beskrevs av Leo L. Mishchenko och Sergey Storozhenko 1990. Oxyphlaeobella kongtumensis ingår i släktet Oxyphlaeobella och familjen gräshoppor. Inga underarter finns listade i Catalogue of Life.